# Francia en el Festival de la Canción de Eurovisión 1956
Francia participó en la primera edición del Festival de la Canción de Eurovisión que se celebró el 24 de mayo de 1956 en Lugano, Suiza. Para elegir sus dos canciones para el concurso hizo una elección interna. Las canciones elegidas fueron «Le temps perdu», interpretada por Mathé Altéry e «Il est là» interpretada por Dany Dauberson.